# Гранд Лейк (езеро, Нюфаундленд и Лабрадор)
Езеро Гранд Лейк (на английски: Grand Lake) е най-голямото езеро на остров Нюфаундленд и 7-о по големина в провинция Нюфаундленд и Лабрадор. Площта само на водното огледало е 358 км2, а заедно с островите в него – 537 км2, която му отрежда 85-о място сред езерата на Канада. Разположено е на 85 м надморска височина.
Езерото се намира в западната част на острова с простиране от югозапад на североизток на 112 км, а максималната му ширина е 9 км. Дължината на бреговата линия е 220 км, максималната му дълбочина – 300 м, а водосборният му басейн е 5030 км2. В югозападната част на езерото се намира големия (178 км2) остров Глъвър.
До 1920-те години езерото е безотточно, когато е прокопан 11-километров канал, чрез който водите на езерото започват да се оттичат в езерото Дир, разположено на северозапад от него. Преди вливането си в езерото Дир, водите изтичащи от Гранд Лейк падат от височина от 80 м и задвижват турбините на голяма ВЕЦ (126 МВ), която захранва с електроенергия целулозно-хартиения комбинат в град Корнър Брук. От езерото Дир водите се оттичат по река Хъмбър и от там в залива Хъмбър Арм, ръкав на по-големия залив Айлъндс на западното крайбрежие на острова.